# برندن رودنی
برندن رودنی (انگلیسی: Brendon Rodney؛ زادهٔ ۹ آوریل ۱۹۹۲) یک دونده اهل کانادا است. از افتخارات وی میتوان وی می‌توان به کسب مدال برنز ۱۰۰×۴ متر امدادی در بازی‌های المپیک تابستانی ۲۰۱۶ اشاره کرد.